# Balogh László (fizikus)
Balogh László (Barátos, 1914. május 13. – Marosvásárhely, 1976. szeptember 26.) magyar fizikus, fizikai szakíró, közíró.

## Életútja
1932-ben Kolozsváron kezdett egyetemi tanulmányait 1934-ben munkásmozgalmi tevékenysége és üldöztetése miatt kénytelen volt megszakítani, így csak 1944-ben nyert Kolozsvárt tanári oklevelet fizikából és kémiából, valamint kémiai doktorátust. Előbb a kolozsvári élettani, majd biokémiai tanszéken tanársegéd, 1947-től a marosvásárhelyi OGYI előadótanára volt.
A röntgenklinika izotóp-laboratóriumában végzett tudományos kutatómunkája kiterjedt az erdélyi ásványvizek és mofetták radioaktivitásának vizsgálatára. Az Orvosi Szemlében, valamint más, főleg kémiai és fizikai szaklapokban (Studii și Cercetări de Chimie, Studii și cercetări de Fizică și Științe Tehnice, Archives de l'Union Medicale Balcanique) közölt munkái mellett az atomfizika kérdéseiről több tájékoztató írása jelent meg a napisajtóban. Kőnyomatos főiskolai jegyzete: Fizika orvostanhallgatók részére I–II. 1954.